# Þorgrímur Kjallaksson
Þorgrímur Kjallaksson (Thorgrimur, n. 908) fue un caudillo vikingo y goði de Bjarnarhöfn, Snæfellsnes en Islandia. Hijo del colono Kjállak gamli Björnsson (n. 873) y nieto de Bjorn Ketilsson, al frente del clan familiar de los Kjalleklingar, su estirpe se remonta a los tiempos del legendario Kjallak. Según la saga Eyrbyggja, Þorgrímur protagonizó un sangriento enfrentamiento durante el Althing de la Mancomunidad Islandesa  contra sus rivales del clan Þórnesingar, al pretender su goði Þorsteinn Þórólfsson monopolizar el asentamiento de Thorness como centro espiritual de la isla, un contencioso que precisó la intervención de Þórðr Óleifsson como intermediario. También tuvo diferencias importantes con Illugi Hallkelsson por la dote de la esposa de este, Ingibjörg Ásbjörnsdóttir y que precisó la intervención de Snorri Goði.

## Herencia
Se casó con Þórhildur Þorkelsdóttir (n. 915), y fruto de esa relación nacieron tres hijos: Styr Þorgrímsson, Brandur (n. 943), y Vemundur Þorgrímsson.